# Vicia onobrychioides

La arveja cana (Vicia onobrychioides ) es una planta de la familia de las fabáceas.

## Descripción
Similar a Vicia altissima la arveja cana emite tallos largos, trepadores llamados "turiones", de hasta 50 cm., aunque suelen ser de unos 30, angulosos, con densos pelos blancos. Hojas ded 35-65 mm de largo, divididas en 4-14 pares de segmentos de 10-20 por 2,5-5,5 mm, estrechamente lanceolados, con "espinita" blanda terminla y zarcillo ramificado en varios "hilos". Flores mariposadas, en racimos con rabillo y hasta 50 flores, aunque suelen ser muchas menos. Pétalo de color púrpura a azul violáceo, grandes i abiertos, (9-12 mm de largo por 6-8 de ancho), que crecen y maduran de abajo arriba, desde primavera hasta el verano. El fruto es una legumbre de unos 2 cm de largopor 0,5 de ancho y 3-4 semillas.

## Distribución y hábitat
De Portugal a Turquía y en el noroeste de África.
Crece en bordes de caminos, cunetas, ribazos y sobre todo en pastos frescos. Su nombre se refiere a la pilosidad canosa de sus tallos.

## Taxonomía
Vicia onobrychioides fue descrita por Carlos Linneo y publicado en Species Plantarum 2: 735. 1753.
Etimología
Vicia: nombre genérico que deriva del griego bíkion, bíkos, latinizado vicia, vicium = la veza o arveja (Vicia sativa L., principalmente).
onobrychioides: epíteto

## Nombre común
- Castellano: alverjana, berzas, esparceta falsa, garrandas, veza, veza de montaña.[6]